# Neivamyrmex fuscipennis
Neivamyrmex fuscipennis är en myrart som först beskrevs av Smith 1942.  Neivamyrmex fuscipennis ingår i släktet Neivamyrmex och familjen myror. Inga underarter finns listade i Catalogue of Life.

## Bildgalleri

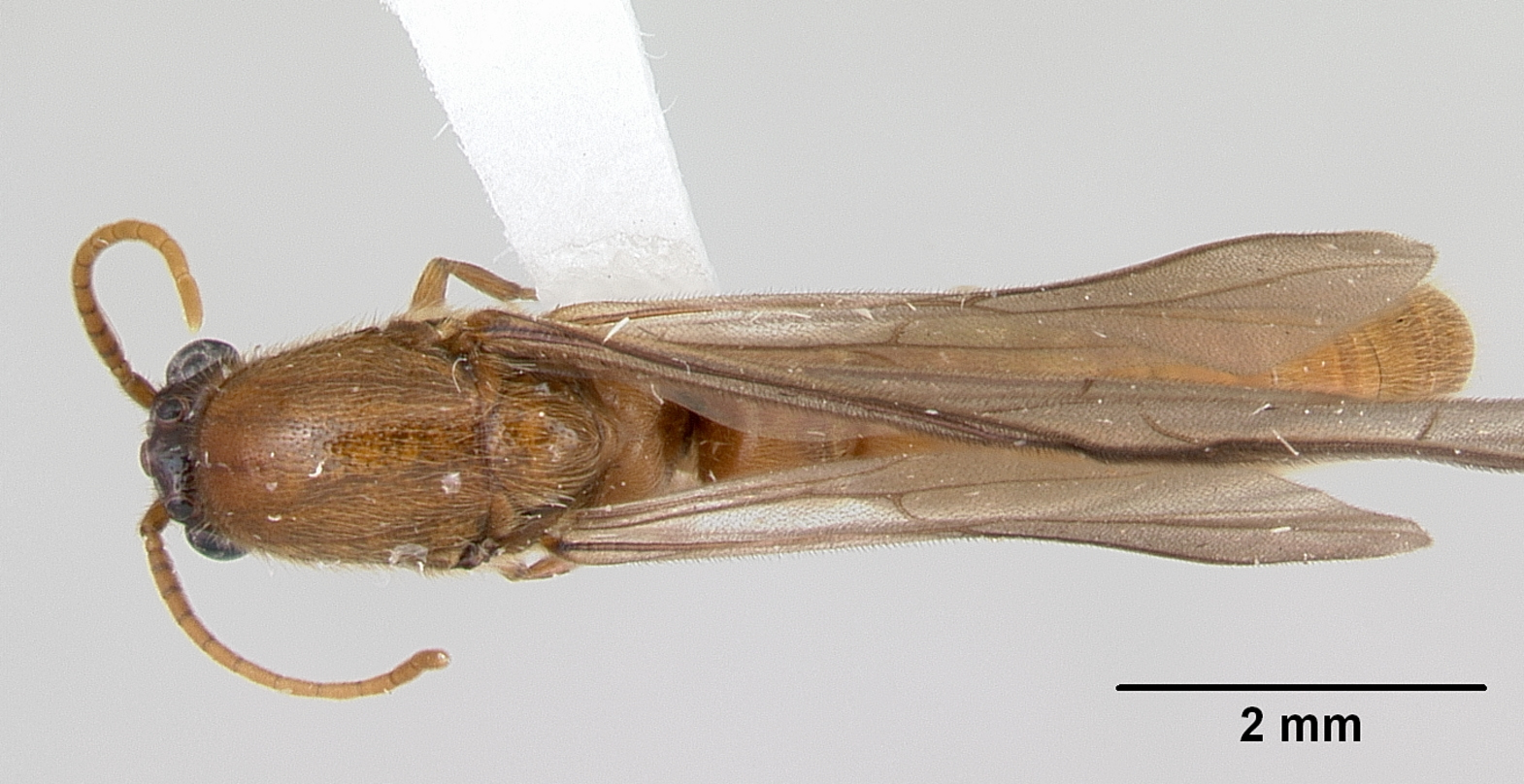
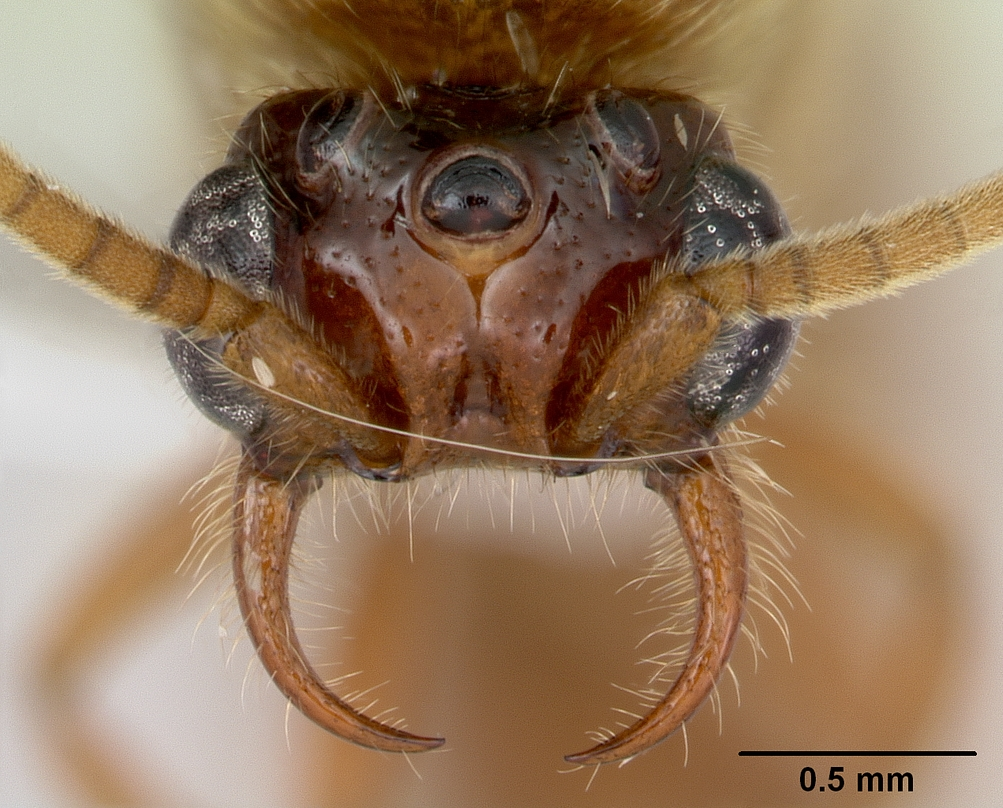
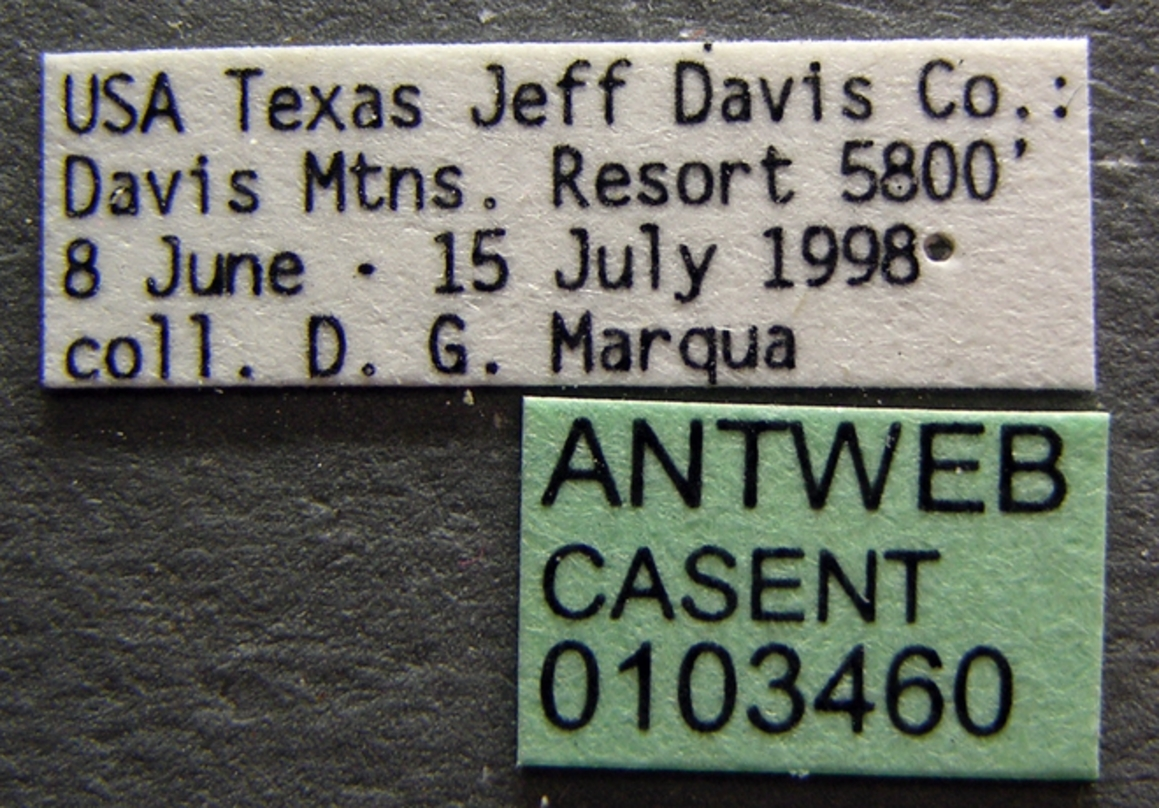
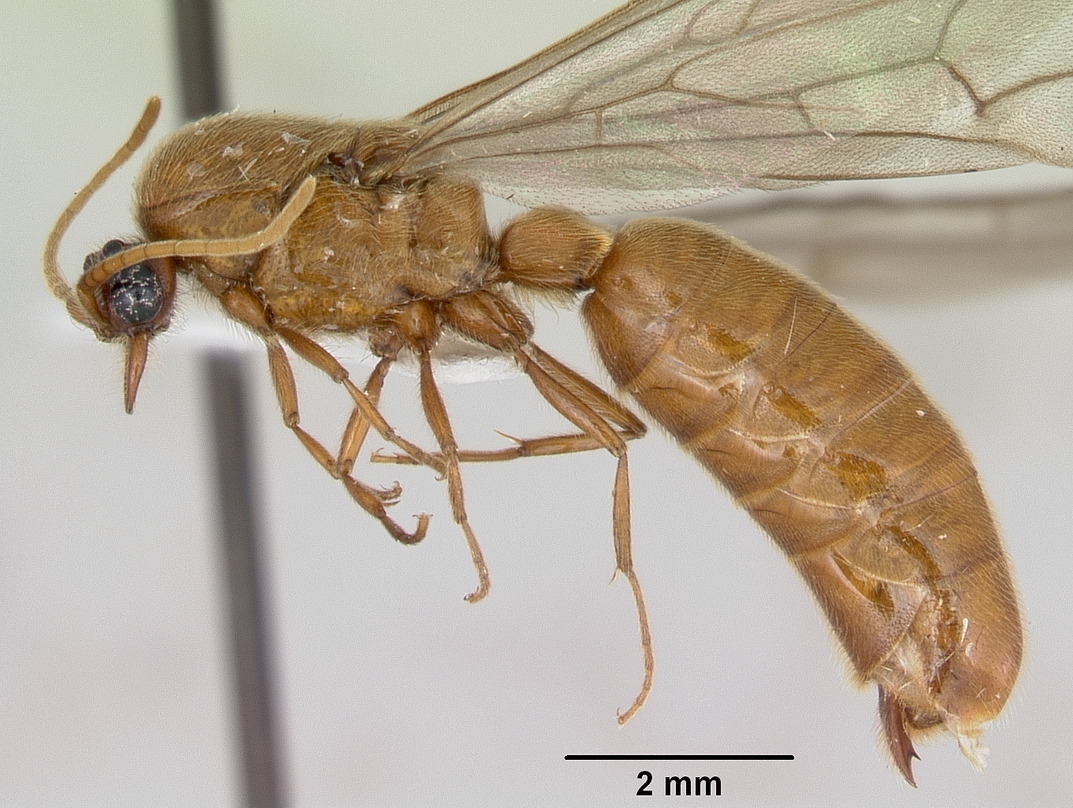
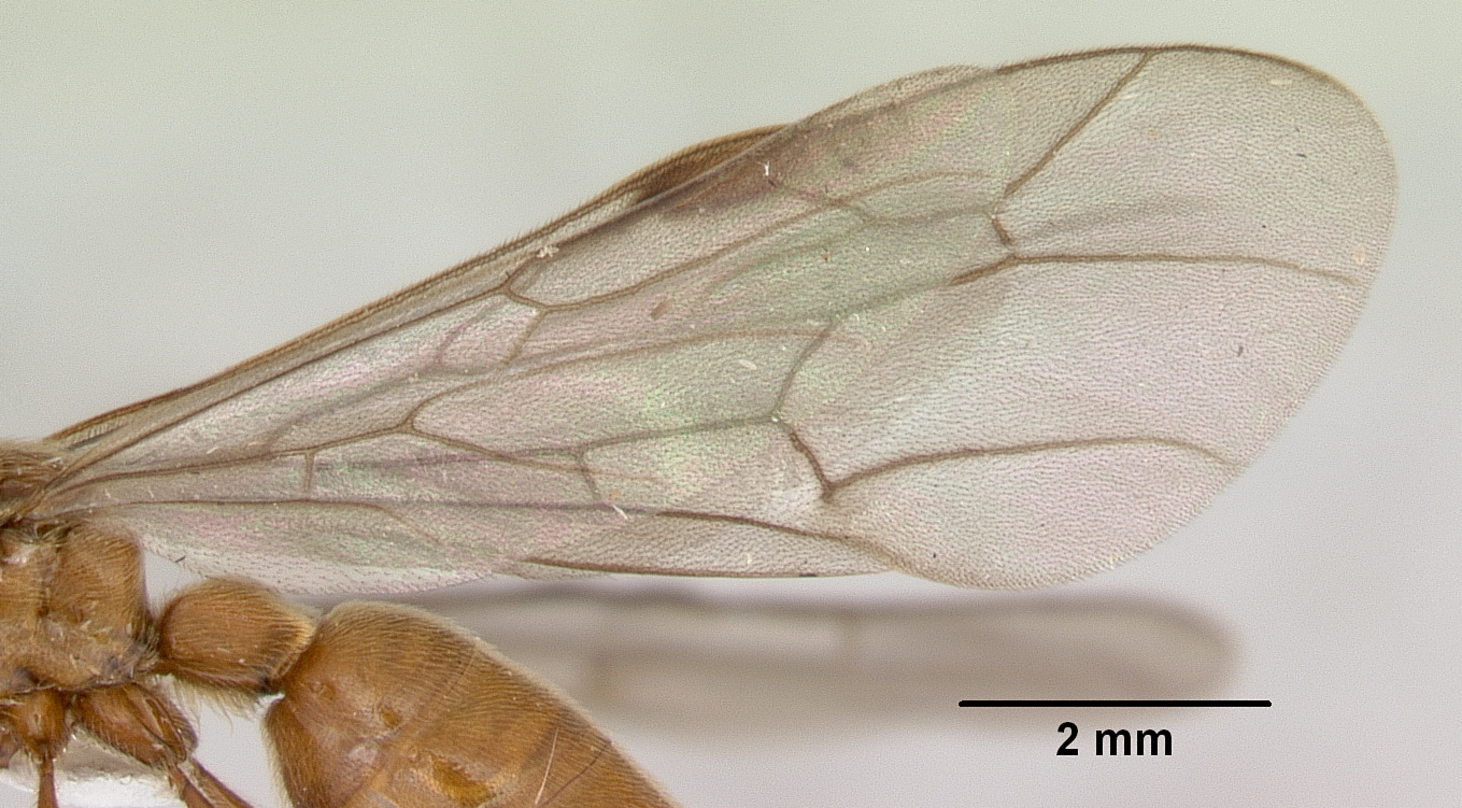
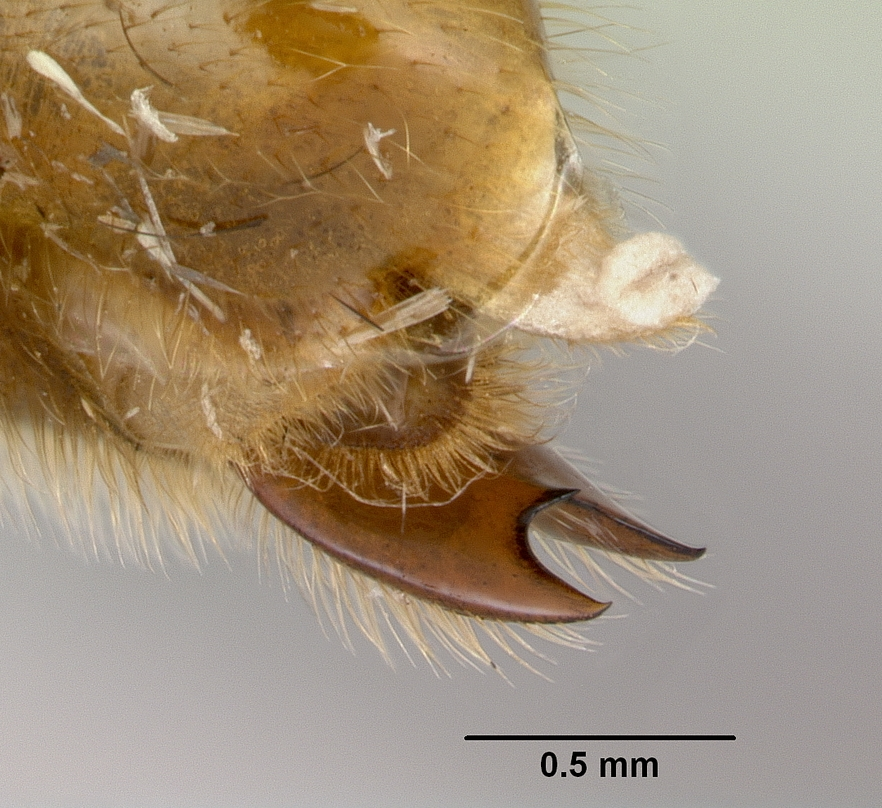